# Storólfur Ketilsson
Storólfur Ketilsson o Hængsson (n. 869), fue un vikingo y bóndi de Hof, Rangárvallasýsla en Islandia. Era hijo del hersir noruego Ketil Thorkelsson y hermano de Hrafn Hængsson. Su hijo más famoso Ormur hinn sterki Stórólfsson fue conocido como uno de los más poderosos y fuertes vikingos de su época. Aparece citado en la saga de Njál, saga de Grettir, y saga de Egil Skallagrímson.
Tuvo dos hijos más, un varón llamado Ótkell (n. 897), y una hembra, Hrafnhildur Stórólfsdóttir (n. 895) que casó con Gunnar Baugsson (n. 892) y fueron los padres de Hamundur Gunnarsson, a su vez padre del famoso guerrero Gunnar Hámundarson de la saga de Njál.